# 库珀·威廉姆斯
库珀·威廉姆斯（Cooper Williams，2005年6月17日—），美国男子网球运动员。2023年澳大利亚网球公开赛青少年男子双打冠军和男子单打亚军得主。

## 早期生活和背景
威廉姆斯来自康涅狄格州的格林尼治，他每天需要通勤到纽约市的一所私立学校上学，但由于网球训练成为他的首要任务，他不得不在网校上课。此后，威廉姆斯搬到了佛罗里达州的博卡拉顿，他在那里接受了健身教练理查德·伍德拉夫（Richard Woodruff）的训练。

## 职业生涯
威廉姆斯和搭档勒纳·田赢得了2023年澳大利亚网球公开赛青少年男子双打比赛的冠军。

### 双打：1（冠军）
| 结果 | 日期      | 巡回赛             | 场地 | 搭档    | 对手                          | 比分     |
| ---- | --------- | ------------------ | ---- | ------- | ----------------------------- | -------- |
| 胜   | 2023年1月 | 澳大利亚网球公开赛 | 硬地 | 勒纳·田 | 亚历山大·布洛克什 若昂·丰塞卡 | 6–4, 6–4 |